# مسجد چلبی‌لر
مسجد چلبی‌لر (انگلیسی: Chalabilar Mosque) یک مسجد تاریخی واقع در روستای  چلبی‌لر در شهرستان جبرئیل کشور جمهوری آذربایجان است. این مسجد که در سال ۱۶۷۸ تکمیل شده بود، با فرمان‌نامه شماره ۱۳۲ کابینه وزیران جمهوری آذربایجان در ۲ اوت ۲۰۰۱ در فهرست بناهای تاریخی و فرهنگی با اهمیت محلی قرار گرفت.
این مسجد تا سال ۱۹۲۸ مورد استفاده فعال بود و در سال ۱۹۹۳ به دنبال درگیری با ارمنستان آسیب شدیدی دید. این مسجد و شهر جبرئیل در ۲۶ اکتبر سال ۲۰۲۰ به دست ارتش جمهوری آذربایجان افتاد.